# Nymphon maldivense
Nymphon maldivense is een zeespin uit de familie Nymphonidae. De soort behoort tot het geslacht Nymphon. Nymphon maldivense werd in 1961 voor het eerst wetenschappelijk beschreven door Clark. 